# 織田長定
織田 長定（おだ ながさだ）は、江戸時代前期の大名。大和国戒重藩2代藩主。官位は従五位下・豊前守。長政流織田家2代。

## 生涯
初代藩主・織田長政の長男として誕生。
万治2年（1659年）12月23日、父の隠居により家督を相続する。万治3年（1660年）12月28日、従五位下豊前守に叙任する。寛文4年（1664年）、駿府加番を命じられる。
寛文12年（1672年）閏6月4日、戒重において死去、享年57。法号は保善院殿高巌亮照大居士。墓所は奈良県桜井市芝の慶田寺。

## 系譜
子女は1男1女。
- 父：織田長政
- 母：不詳
- 正室：金森重頼娘
- 生母不明の子女
  - 男子：織田長明
  - 女子